# Международный турнир по самбо «Кубок Основоположникам самбо» 2023
Международный турнир по самбо «Кубок Основоположникам самбо» 2023 года прошёл 24 — 27 марта в городе Москва (Россия) международном центре самбо. На соревнования приехали представители 15 стран. Ранее турнир носил название «Мемориал Харлампиева», он был учрежден в 1980 году по инициативе Кафедры физвоспитания Московского энергетического института, где в последние годы работал один из основоположников отечественного вида спорта самбо Анатолий Харлампиев. 
С 2022 года турнир получил название «Кубок основоположникам самбо», дабы восстановить историческую справедливость, поскольку самбо было разработано Харлампиевым, Василием Ощепковым и Виктором Спиридоновым. Трем основателям посвящен памятник, установленный в Лужниках.

## Медалисты

### Мужчины
| Весовая категория | Золото                        | Серебро                       | Бронза                                                       |
| ----------------- | ----------------------------- | ----------------------------- | ------------------------------------------------------------ |
| до 58 кг          | Данир Шамсутдинов · Россия    | Карен Саргсян · Армения       | Камран Мамедов · Россия Жусуп Уулу Кайрат · Кыргызстан       |
| до 64 кг          | Александр Федоров · Россия    | Сардор Олимжонов · Узбекистан | Сапар Довлетов · Туркменистан Бекзат Молдакапас · Кыргызстан |
| до 71 кг          | Дильшод Юлдашев · Узбекистан  | Расул Наш · Россия            | Иван Агафонов · Россия Иван Захаров · Россия                 |
| до 79 кг          | Павел Табурченко · Россия     | Иван Луканин · Россия         | Бегенч Балтаев · Туркменистан Шохджахон Темиров · Узбекистан |
| до 88 кг          | Жамалбек Асылбек · Кыргызстан | Артем Кривых · Россия         | Джавид Аскеров · Россия Александр Круглик · Беларусь         |
| до 98 кг          | Сергей Кузнецов · Россия      | Егор Осипов · Россия          | Сергей Лесяк · Беларусь Шахриер Идрисов · Кыргызстан         |
| свыше 98 кг       | Степан Солдатенков · Россия   | Алексей Мерзликин · Россия    | Илья Жупиков · Беларусь Вацилов Давудов · Россия             |

### Боевое самбо.
| Весовая категория | Золото                             | Серебро                     | Бронза                                                             |
| ----------------- | ---------------------------------- | --------------------------- | ------------------------------------------------------------------ |
| до 58 кг          | Игорь Казанин · Россия             | Семен Тайпинов · Россия     | Даниель Аскеров · Кыргызстан Гуломшо Давлатназаров · Таджикистан   |
| до 64 кг          | Анатолий Лизнёв · Россия           | Найдан Куулар · Россия      | Мейлис Ниязменлиев · Туркменистан Лутфилла Сайдаматов · Узбекистан |
| до 71 кг          | Шахбози Нозимзода · Россия         | Степан Кобенов · Россия     | Бато Дамдинов · Россия Игорь Тютиков · Россия                      |
| до 79 кг          | Даниил Кантанович · Россия         | Фуркат Рузиев · Узбекистан  | Вадим Сулейманов · Россия Ованес Абгарян · Россия                  |
| до 88 кг          | Владислав Богиян · Россия          | Бектур Идрисов · Кыргызстан | Мамметгурбан Мамметгурбанов · Туркменистан Гордей Захаров · Россия |
| до 98 кг          | Абдулхалим Джаватханов · Россия    | Николай Родин · Россия      | Артур Романов · Россия Бекназар Жемырсаев · Кыргызстан             |
| свыше 98 кг       | Бабаджан Ивадуллаев · Туркменистан | Олег Кубанов · Россия       | Валентин Наталевич · Беларусь Таласбек Нуралиев · Кыргызстан       |